# Ilja Jewgenjewitsch Swinow
Ilja Jewgenjewitsch Swinow (russisch Илья Евгеньевич Свинов; * 25. September 2000 in Toljatti) ist ein russischer Fußballspieler.

## Karriere
Swinow begann seine Karriere beim FK Lada Toljatti. Zur Saison 2017/18 rückte er in den Kader der ersten Mannschaft des Drittligisten. Im Mai 2018 spielte er erstmals in der Perwenstwo PFL. Dies blieb in seiner ersten Spielzeit sein einziger Einsatz. In der Saison 2018/19 kam er bis zur Winterpause fünfmal zum Einsatz. Im Februar 2019 wechselte er zum Ligakonkurrenten Nosta Nowotroizk. Dort absolvierte er bis Saisonende ein Spiel. In der COVID-bedingt abgebrochenen Saison 2019/20 absolvierte er acht Partien. In der Saison 2020/21 kam der Torhüter zu 25 Einsätzen in der dritthöchsten russischen Spielklasse.
Zur Saison 2021/22 wechselte Swinow zum Zweitligisten FK Fakel Woronesch. Sein Debüt in der Perwenstwo FNL gab er im Juli 2021 gegen Baltika Kaliningrad. Bis zur Winterpause verpasste der Tormann nur ein einziges Spiel und kam so zu 24 Zweitligaeinsätzen. Bereits nach einem halben Jahr in Woronesch wechselte er im Januar 2022 zum Erstligisten Spartak Moskau. In seinem ersten Halbjahr in Moskau kam er für die Profis nie zum Einsatz, dreimal spielte er für die Reserve in der FNL.
Zur Saison 2022/23 kehrte Swinow leihweise zu Fakel Woronesch zurück, das in seiner Abwesenheit in die Premjer-Liga aufgestiegen war. Im August 2022 gab er dann gegen ZSKA Moskau sein Debüt im Oberhaus. Während der Leihe kam er zu 24 Einsätzen für Woronesch in der Premjer-Liga. Zur Saison 2023/24 kehrte er wieder nach Moskau zurück. Für Spartak kam er anschließend zweimal zum Einsatz.
Zur Saison 2024/25 wechselte Swinow zum Zweitligisten Baltika Kaliningrad.